# Regnecentralen RC 700 Piccolo
Regnecentralen RC 700 Piccolo (RC 700 Piccolo) је био професионални рачунар фирме Regnecentralen који је почео да се производи у Данској од 1980. године.
Користио је Z80A као микропроцесор. RAM меморија рачунара је имала капацитет од 48 KB (прошириво до 64 KB). 
Као оперативни систем кориштен је CP/M.

## Детаљни подаци
Детаљнији подаци о рачунару RC 700 Piccolo су дати у табели испод.
|                       |                            |
| [ 1 ]                 |                            |
| Произвођач            |                            |
| Тип                   | професионални рачунар      |
| Меморија              | 48 (прошириво до 64 KB)    |
| Поријекло             | Данска                     |
| Година                | 1980                       |
| Тастатура             | RC-721 пуни помак тастера. |
| Процесор              |                            |
| Фреквенција процесора | 4                          |
| RAM                   | 48 (прошириво до 64 KB)    |
| ROM                   | 2 KB                       |
| Текст                 | непознато                  |
| Графика               | опциона графичка картица   |
| Боја                  | једна боја                 |
| Звук                  | мали звучник               |
| Димензије             | непознато                  |
| Портови               |                            |
| Оперативни систем     |                            |